# مولد واندوگراف
مولد واندوگراف یک مولد الکترواستاتیک است که با استفاده از یک تسمهٔ متحرک به مقدار بسیار زیادی بار الکتریکی که بر روی یک کرهٔ فلزی توخالی قرار دارد، شتاب می‌دهد. این وسیله در سال ۱۹۲۹ توسط فیزیک‌دان آمریکایی رابرت وان دو گراف اختراع شده‌است. اختلاف پتانسیلی که در مدل‌های مدرن واندوگراف به دست می‌آید به ۵ مگاولت می‌رسد. شتاب دهنده‌های واندوگراف در کاربردهای تجزیه‌ای جهت تجزیه به طریق فعال سازی با ذره باردار، نشر اشعه ایکس حاصله از ذره، تجزیه به طریق فعالسازی با نوترون سریع و اسپکترومتری پراکندگی برگشتی رادرفورد بکار می‌روند.

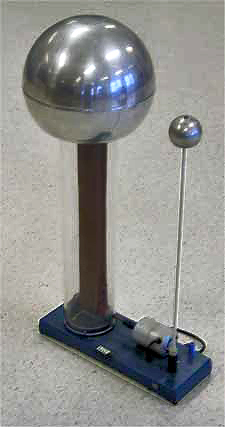
مولد واندوگراف